# Tachibana Ginchiyo
Tachibana Ginchiyo est un nom japonais traditionnel ; le nom de famille (ou le nom d'école), Tachibana, précède donc le prénom (ou le nom d'artiste).
Tachibana Ginchiyo (立花 誾千代, 23 septembre 1569-30 novembre 1602) est une femme samouraï (onna-bugeisha) à la tête du clan japonais des Tachibana durant la période Sengoku du XVIe siècle. C'est la fille de Tachibana Dōsetsu, obligé des Ōtomo (rivaux du clan Shimazu à l'époque). Parce que Dōsetsu n'a pas de fils, il demande que Ginchiyo soit installée à la tête de la famille après sa mort. Cinq ans plus tard environ, Ginchiyo est mariée à Tachibana Muneshige, qui poursuit la lignée de Dōsetsu, et qui n'a pas eu d'héritier mâle.

## Biographie
À 6 ans déjà, elle dirige le clan lors d'une période difficile. Elle hérite des avantages de son père comme le statut de châtelain, les territoires, les biens ainsi que la célèbre épée Raikiri (雷切, Trancheuse de Foudre). Elle recrute des femmes pour en faire sa garde d'élite et fait enseigner à toutes les jeunes filles du château les arts de la guerre afin d'intimider les visiteurs et prévenir son domaine d'éventuelles attaques des autres clans. Elle se marie à Tachibana Muneshige, que la famille avait adopté et continue ainsi la lignée de son père Dōsetsu après elle.

## Campagne de Kyushu
En 1586, le clan Shimazu lance ses troupes à la conquête de Kyūshū, et attaque le clan Ōtomo dans la province de Bungo ainsi que le Château de Tachibana dans le nord. Le clan Tachibana réplique alors contre les Shimazu. Les documents de famille des Ōtomo (大友家文書録) stipulent que lorsque les commandants des Shimazu arrivent près du château de Tachibana, Ginchiyo arme les femmes de fusils pour ensuite défendre la porte principale.
Lorsque Toyotomi Hideyoshi envoie 200 000 soldats conquérir Kyūshū, l'armée des Shimazu se retire dans la province de Higo. Les forces des Tachibana n'ont d'autre choix que de fuir durant la campagne de Kyūshū. Le château de Tachibana tombe entre les mains de Hideyoshi, qui le confie alors à Kobayakawa Takakage. Ginchiyo et Muneshige s'allient à Hideyoshi dans la campagne contre leur rival de toujours, le clan Shimazu.

## Dans la culture populaire
Elle est un personnage jouable dans les jeux de Koei : Samurai Warriors 2, 3 et 4.